# Klaus Riegert

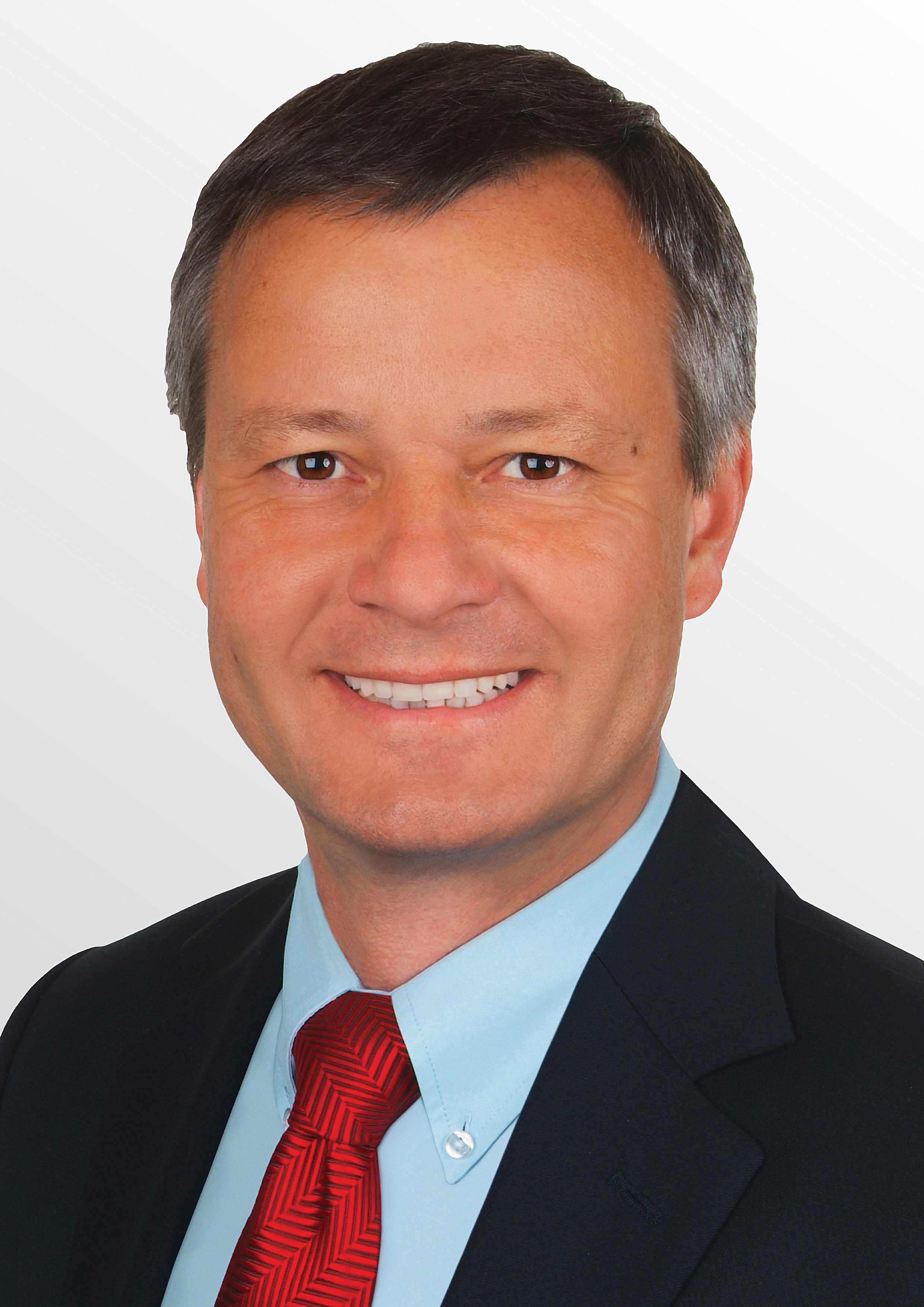
Klaus Riegert

Klaus Riegert (* 26. Februar 1959 in Süßen, Landkreis Göppingen) ist ein deutscher Politiker (CDU).
Er war von 1992 bis 2013 Mitglied des Deutschen Bundestages.

## Leben und Beruf
Riegert trat in den Polizeidienst des Landes Baden-Württemberg ein und absolvierte nach der Fachhochschulreife ein Studium an der Hochschule für Polizei Baden-Württemberg in Villingen-Schwenningen, das er als Diplom-Verwaltungswirt (FH) beendete. Zuletzt war Riegert stellvertretender Dezernatsleiter in der Kriminaltechnik.
Klaus Riegert ist katholisch und zum zweiten Mal verheiratet. Aus seiner ersten Ehe stammen zwei Kinder. Mit seiner Ehefrau lebt er in Kirchheim/Teck.
Riegert wurde 2023 wegen Betrugs zu einer Geldstrafe von 90 Tagessätzen à 160 Euro verurteilt, da er private Einkünfte als leitender Angestellter einer Klinik bei seinem Antrag auf Altersentschädigung bei der Versorgung des Bundestags verschwiegen hatte. Er hatte eine schuldhafte Unterlassung im Prozess mit fehlender Kenntnis der geltenden Rechtslage bestritten und die unrechtmäßig erhaltene Altersentschädigung zurückgezahlt.

## Partei
Riegert trat 1984 in die CDU ein. Er gehört dem Vorstand des Bezirksverbandes Nord-Württemberg der Christlich-Demokratischen Arbeitnehmerschaft (CDA) an.

## Abgeordneter
Am 10. Juni 1992 rückte Riegert für den verstorbenen Abgeordneten Lutz Stavenhagen in den Bundestag nach. Hier war er ab 1994 sportpolitischer Sprecher der CDU/CSU-Bundestagsfraktion. Riegert war außerdem stellvertretender Vorsitzender des Unterausschusses Bürgerschaftliches Engagement des Ausschusses für Familie, Senioren, Frauen und Jugend und Vorsitzender der Arbeitsgruppe Sport und Ehrenamt der CDU/CSU-Fraktion. Riegert war auch der Kapitän des FC Bundestag, der Fußballmannschaft des Deutschen Bundestages.
Klaus Riegert ist 1992 über die Landesliste Baden-Württemberg und danach stets als direkt gewählter Abgeordneter des Wahlkreises Göppingen in den Bundestag eingezogen. Bei der Bundestagswahl 2005 erreichte er hier 48,3 % der Erststimmen. Bei der Bundestagswahl 2009 erzielte er in seinem Wahlkreis 43,1 % der Stimmen und zog erneut als Direktkandidat in den Bundestag ein. Für die Bundestagswahl 2013 wurde er von seinem Kreisverband nicht mehr zum Direktkandidat gewählt, stattdessen nominierten die Delegierten Hermann Färber.

## Mitgliedschaften
Riegert ist Mitglied der Europa-Union Parlamentariergruppe Deutscher Bundestag. Er war Vizepräsident des Schwäbischen Turnerbundes und Vorsitzender des Kreisbehindertenrings Göppingen. Er ist Mitglied beim Bund Deutscher Kriminalbeamter, im Kreisverein Leben mit Behinderung e. V., bei Lebenshilfe, Kreisvereinigung Göppingen e. V., im Kinderschutzbund und im BUWETU-Verein zur Unterstützung der Diözese Luebo/Kongo. Er war Initiator der Bürgerpreises "Für mich, für uns, für alle", Stifter der Stiftung "Bürger für Bürger" und Vorsitzender der Abendrealschule Göppingen.

## Auszeichnungen
- 2008: Bundesverdienstkreuz am Bande
- 2013: Torschützenkönig vom FC Bundestag mit 303 Toren[4]